# Rio Cladoviţa
O Rio Cladoviţa é um rio da Romênia, afluente do Cladova, localizado no distrito de Arad.